# Navigator of the Seas
Navigator of the Seas — круїзне судно класу Voyager, що знаходиться у власності компанії Royal Caribbean Cruises Ltd. і експлуатоване оператором Royal Caribbean International. З 2002 по 2004 роки Navigator of the Seas був найбільшим круїзним судном у світі. Ходить під багамским прапором.

## Історія судна
Судно під будівельним номером 1347 було закладене 27 вересня 2000 року на верфі Kvaerner Masa-Yards в Турку,  Фінляндії. Спуск на воду відбувся 25 січня 2002 року. 18 листопада 2002 року судно було передано в Navigator Of The Seas Inc, Нассау, Багами (менеджмент Royal Caribbean Cruises Ltd.) Navigator of the Seas став першим судном другого покоління класу Voyager і помітно відрізняється від сестер особливо своїм склінням балконів і ідентично тільки останньому судну класу Mariner of the Seas.
На церемонії хрещення, що відбулася 6 грудня 2002 року в Маямі, хрещеною мамою судна стала німецька тенісистка Штеффі Граф. Перший рейс відбувся 14 грудня 2002 року з Маямі на острови Карибського моря. У 2007 році судно виходило у рейси з Саутгемптона, потім працювало взимку на Карибах, а влітку на Середземному морі.

## Розваги на борту
- Головний ресторан, що складається з трьох окремих залів:  The Nutcracker ,  Coppelia  і  Swan Lake
- Нічний клуб  Viking Crown Lounge , що включає елітний клуб  Cosmopolitan , тематичні вітальні  19th Hole  і  Cloud 9 , а також кімнату для гри в карти  7 Hearts
- Багаторівневий театр  Metropolis
- Promenade — багатоповерховий атріум з магазинами ( duty free ) і барами.
- Скеледром
- Studio B  — льодова ковзанка, на якій виступають зірки світового фігурного катання.
- Казино —  Casino Royal
- Італійський ресторан  Portofino
- Повнорозмірний баскетбольний майданчик і багато іншого